# Jörg Hoffmann (luger)
Jörg Hoffmann (nascido em 15 de março de 1963) é um ex-luger da Alemanha Oriental que competiu de meados dos anos 1980 até 1990. Junto com Jochen Pietzsch, ganhou duas medalhas no evento de duplas masculinas, com um ouro em 1988 e um bronze em 1984.
Hoffmann também teve grande sucesso no Campeonato Mundial de Luge da FIL, com um total de sete medalhas, incluindo quatro ouros (Duplas masculinas: 1983, 1985, 1987; Equipe mista: 1990), uma prata (Simples masculino: 1985) e dois bronzes (Duplas masculinas: 1989, 1990). Ele também ganhou três medalhas no Campeonato Europeu de Luge da FIL, com dois ouros (Duplas masculinas e equipe mista: ambos em 1990) e uma prata (Duplas masculinas: 1986).
Hoffmann venceu o título geral da Copa do Mundo de Luge em duplas masculinas em 1983-4.